# FRBR
FRBR es la sigla de la denominación en inglés de los Requerimientos funcionales para registros bibliográficos (Functional Requirements for Bibliographic Records). Es un modelo conceptual desarrollado por la Federación Internacional de Asociaciones de Bibliotecarios y bibliotecas (IFLA) cuyo objetivo es "establecer un marco que proporcione una comprensión clara, definida con precisión y compartida por todos sobre la información que un registro bibliográfico debe proporcionar y sobre lo que se espera que se logre de un registro bibliográfico como respuesta a las necesidades de los usuarios".
Dado que es un modelo conceptual no debe confundirse con una norma de catalogación ni con un modelo de datos; es un modelo entidad-relación, aunque a partir de la influencia de otros modelos como CIDOC-CRM también fue propuesta una variante como modelo orientado a objetos (ver Programación orientada a objetos) denominada FRBRoo. Para distinguirlo de esta versión para objetos de FRBR, el modelo clásico se denomina FRBRer.
Fue desarrollado por IFLA en 1997 y ha influido en la nueva versión de las Normas de Catalogación Anglo-Americanas (AACR2) llamada Resource Description and Access (RDA)

## Entidades
En tanto modelo entidad-relación FRBR define entidades, que forman 3 grupos conceptuales, y relaciones entre las distintas entidades.
Los tres grupos de entidades definidos por FRBR son:
- Grupo 1: Representan los productos de creación intelectual o artística que se consignan o describen en los registros bibliográficos: obra (work), expresión (expression), manifestación (manifestation) e ítem (item).
- Grupo 2: Representan a los responsables del contenido intelectual o artístico, la producción física y difusión o la custodia de las entidades del primer grupo. Las entidades del segundo grupo incluyen persona (un individuo), entidad corporativa (una organización o grupo de individuos y/o organizaciones), y familia.
- Grupo 3: Representan un conjunto adicional de entidades que se utilizan como materias de las obras. El grupo incluye concepto (una idea o noción abstracta), objeto (una cosa material), acontecimiento (una acción o suceso) y lugar (una localización).

## Entidades del grupo 1
Las entidades del grupo 1 constituyen el núcleo principal de FRBR y son las que mayor dificultad conceptual presentan, debido a su alto nivel de abstracción.
- Obra: Es una creación intelectual o artística diferenciada. Una obra es una entidad abstracta; no hay un objeto material único que pueda denominarse “la obra”. Reconocemos la obra a través de realizaciones individuales o expresiones de ella. Cuando hablamos de la Ilíada de Homero o de la 9.ª Sinfonía de Beethoven, nuestro punto de referencia no es un determinado texto o recital de la obra, sino la creación intelectual que se encuentra tras todas sus diferentes expresiones.

- Expresión: Es la realización intelectual o artística de una obra en forma de notación alfanumérica, musical, o coreográfica, sonido, imagen, objeto, movimiento, etc., o cualquier combinación de ellas. Por ejemplo, para un trabajo de Beethoven, su expresión puede ser las partituras o la ejecución de la obra por una u otra Orquesta Sinfónica. Para el “David” de Miguel Ángel, las expresiones pueden ser la escultura original en su museo, copias de la escultura en otra parte, fotografías de la escultura, o representaciones digitales en la Web. En otros modelos similares se utiliza en lugar de expresión el término texto, entendido no es su acepción más común referida al producto de la actividad literaria, si no en el sentido semiótico, designándose todo tipo de contenido, sea o no de naturaleza textual.

- Manifestación: Es como se le denomina a cualquiera de los formatos en los cuales la expresión de una obra puede ser hallada. Es la situación en la cual los contenidos exactos son reproducidos para lucir igual, a pesar de que el formato sea diferente. Por ejemplo, una edición del periódico “The New York Times” puede manifestarse ya sea en papel, en microfilm, o en un archivo digital. En otros modelos similares se utiliza en lugar de manifestación el término copia.

- Ítem: Es un ejemplar determinado, una entidad concreta, de una manifestación. Los ejemplares usualmente son idénticos uno del otro, pero pueden diferir en diferentes maneras. Por ejemplo, puede ser una copia dañada, un ejemplar autografiado por el autor, o una copia encuadernada por el Departamento de Restauración de la Biblioteca. En otros modelos similares se utiliza en lugar de ítem el término ejemplar.

## Relaciones
Las relaciones se utilizan como vehículo para establecer el vínculo entre una entidad y otra, así como medio para ayudar al usuario a “navegar” por el universo.
Relaciones entre entidades del grupo 1
- Una obra “se realiza mediante” la expresión (una expresión “es una realización de” una obra)
- Una expresión se “materializa mediante” una manifestación (una manifestación es la materialización de una expresión)
- Una manifestation “es ejemplificada por” un item (un item es un ejemplo de una manifestación)

Relaciones entre entidades del grupo 2
- Una obra es creada por una persona o una entidad corporativa
- Una expresión es realizada por una persona o una entidad corporativa
- Una manifestación es producida por una persona o una entidad corporativa
- Un ítem es poseído por una persona o una entidad corporativa

Relaciones entre entidades del grupo 3
Las entidades de los tres grupos están vinculadas a la entidad obra por una relación de materia.
La relación “tiene como materia” indica que cualquiera de las entidades del modelo, incluida la propia obra, puede ser la materia de una obra. Dicho en términos ligeramente diferentes, la relación indica que una obra puede tratar sobre un concepto, un objeto, un acontecimiento o lugar; puede tratar sobre una persona o entidad corporativa; puede tratar sobre una expresión, una manifestación o un ítem; puede tratar sobre otra obra.
Otras relaciones
Además de las relaciones básicas, las entidades del grupo 1 poseen relaciones entre sí. Relación obra-obra, expresión-expresión, expresión-obra, manifestación-manifestación, manifestación-item e item-item. Además todas las entidades establecen una relación todo-parte entre entidades del mismo tipo. (Una obra contiene uno o más obras).

## Tareas del usuario
Las tareas se definen en relación con los usos elementales de los datos que lleva a cabo el usuario:
- encontrar entidades que correspondan a los criterios de búsqueda establecidos por el usuario (esto es, localizar una entidad o un conjunto de entidades en un fichero, o en una base de datos, como resultado de una búsqueda que utiliza un atributo o relación de la entidad)
- identificar una entidad (esto es, confirmar que la entidad descrita corresponde a la entidad buscada o distinguir entre dos o más entidades con características similares)
- seleccionar una entidad adecuada para las necesidades del usuario (esto es, elegir una entidad que satisfaga las necesidades del usuario respecto del contenido, formato físico, etc., o rechazar una entidad no adecuada para las necesidades del usuario).
- adquirir u obtener acceso a la entidad descrita (esto es, adquirir una entidad a través de la compra, préstamo, etc., o acceder electrónicamente a una entidad a través de una conexión en línea a un ordenador remoto).